# Адміністрація морських портів України
Адміністрація морських портів України (АМПУ) — одне з найбільших державних підприємств морської галузі, яке має стратегічне значення для економіки і безпеки України.
АМПУ створена в 2013 році в результаті реформи морської галузі України внаслідок ухвалення Закону України «Про морські порти України» для управління державним майном в морських портах країни і його ефективного використання, створення механізмів для залучення інвестицій в портову інфраструктуру для її розвитку і стабільної роботи бізнесу. Серед інших завдань АМПУ — підтримка паспортних глибин акваторій портів, забезпечення безпеки мореплавства та ін.
АМПУ входить в сферу управління Міністерства інфраструктури України і об'єднує українські морські порти та інші інфраструктурні елементи, одночасно сприяючи розвитку і конкурентоспроможності кожного з них.
АМПУ охоплює весь спектр завдань в порту і на морі — від удосконалення законодавчої бази до забезпечення безпеки мореплавства.

## Місія, цілі, завдання
Місія ДП «АМПУ» полягає у розвитку морської транспортної інфраструктури України та підвищенні конкурентоспроможності морських портів у Чорноморсько-азовському басейні шляхом забезпечення створення належних умов для здійснення господарської діяльності морських терміналів, підприємств, основні продукція та/або сировина яких є об'єктами експортно-імпортних операцій і обслуговуються як вантажі порту.
Ключові цілі діяльності ДП «АМПУ»:
- Забезпечення функціонування морських портів;
- Організація та забезпечення безпеки судноплавства;
- Зберігання, ефективне використання і розвиток державного майна, закріпленого за АМПУ на праві господарського ведення та отримання прибутку.

Головні завдання діяльності ДП «АМПУ»:
- утримання та забезпечення ефективного використання державного майна, переданого йому в господарське ведення, в тому числі модернізації, ремонту, реконструкції та будівництва гідротехнічних споруд, інших об'єктів портової інфраструктури;
- забезпечення всім суб'єктам (державної, приватної та іншої форми) рівноправного доступу до стратегічних об'єктів портової інфраструктури, які створять основу майна адміністрації та її філій в кожному морському порту;
- надання послуг суднам на підходах і безпосередньо в акваторії морського порту для їх безпечного судноплавства, маневрування та стоянки;
- організація та забезпечення безпечної експлуатації об'єктів портової інфраструктури державної власності, в тому числі гідротехнічних споруд, систем забезпечення безпеки мореплавства, розташованих у межах території та акваторії морського порту;
- організація та забезпечення безпеки мореплавства;
- збір і облік даних, що вносяться до Реєстру морських портів України;
- організація розробки та виконання плану розвитку морського порту, підготовка пропозицій щодо його вдосконалення;
- організація та координація аварійно-рятувальних робіт;
- організація робіт з підйому затонулого майна в акваторії морського порту;
- забезпечення дотримання законодавства про охорону навколишнього природного середовища;
- забезпечення проведення робіт з ліквідації наслідків забруднення території та акваторії морського порту;
- надання допомоги постраждалим;
- визначення районів обов'язкового використання буксирів;
- стягування і цільове використання портових зборів;
- координація своєї діяльності та діяльності капітана морського порту, лоцманської служби, власників морських терміналів, портових операторів, інших суб'єктів господарювання, які здійснюють діяльність у морському порту, у разі виникнення стихійних лих, аварій, катастроф, інших надзвичайних ситуацій, що вимагають взаємодії;
- забезпечення створення рівних і конкурентних умов ведення господарської діяльності та отримання послуг у морському порту.

## Структура
Структура підприємства складається з центрального офісу в Києві і головного представництва в Одесі, філій «Дельта-Лоцман» і «Днопоглиблювальний флот» та 13 філій в морських портах України:
- Адміністрація Білгород-Дністровського морського порту
- Адміністрація Бердянського морського порту
- Адміністрація Маріупольського морського порту
- Адміністрація морського порту Усть-Дунайськ
- Адміністрація морського порту «Південний»
- Адміністрація Ізмаїльського морського порту
- Адміністрація морського порту «Ольвія»
- Адміністрація Одеського морського порту
- Адміністрація Миколаївського морського порту
- Адміністрація Ренійського морського порту
- Адміністрація Скадовського морського порту
- Адміністрація Херсонського морського порту
- Адміністрація морського порту Чорноморськ
- Днопоглиблювальний флот
- Дельта-Лоцман

У червні 2019 року У зв'язку зі зміною назв морських портів «Іллічівськ» та «Южний» на морські порти «Чорноморськ» та «Південний», а спеціалізованогоморського порту «Октябрьск» на спеціалізований морський порт «Ольвія», Кабінет міністрів України упорядкував назви відповідних філій ДП «АМПУ».

## Ключові цифри та факти
На сьогодні АМПУ — це:
- підприємство з активами понад 20 млрд грн,
- 162 одиниці флоту
- один з найбільших платників податків в державний бюджет (3,899 млрд грн. в 2018 році)
- 263 причали загальною протяжністю понад 40 км
- понад 160 млн тонн перевалених вантажів (2019)[3]
- 1,3 млрд гривень капітальних інвестицій.

## Керівництво
- Олександр Голодницький, в. о. Голови (січень 2020 року — дотепер)[4]
- Райвіс Вецкаганс, в. о. Голови (січень 2017 року — січень 2020 року)

### Наглядова рада
- Андрій Гайдуцький, Голова Наглядової ради, представник Держави (січень 2020 року — дотепер)[5]
- Патрік Верховен, заступник голови Наглядової ради, незалежний член (квітень 2019 року — дотепер)
- Вольфганг Хуртьєне, член Наглядової ради, незалежний член (квітень 2019 року — дотепер)
- Антон Ященко, член Наглядової ради, представник Держави (квітень 2019 року — дотепер)
- Дмитро Гончарук, член Наглядової ради, представник Держави (січень 2020 року — дотепер)[6]

Екс-члени Наглядової ради:
- Дмитро Барінов, голова Наглядової ради, представник Держави (квітень 2019 року — грудень 2019 року)
- Юлія Клименко, членкиня Наглядової ради, незалежний член (квітень 2019 року — до 21 серпня 2019 року)
- Тарас Троцький, член Наглядової ради, представник Держави (квітень 2019 року — грудень 2019 року)
- Ян Ван Шоонховен, член Наглядової ради, незалежний член (квітень 2019 року — серпень 2020)

## Діяльність

### Днопоглиблення та власний флот
Протягом 2015—2018 років АМПУ вклало значні капітальні інвестиції в днопоглиблення, ремонт і реконструкцію причалів і захисних споруд в морських портах України.
22 жовтня 2018 року в Одесі відбувся організований АМПУ Dredging Day-2018. Представникам зарубіжних та українських компаній з Голландії, Бельгії, Данії, Китаю і України були представлені проекти капітального і експлуатаційного днопоглиблення портах, каналах та внутрішніх водних шляхах.
Наприкінці 2018 року АМПУ вчергове оголосила тендери по проведенню днопоглиблювальних робіт в портах Маріуполь і Бердянськ, розділивши обсяги робіт по обох портах, для того, аби потенційні підрядники могли мобілізувати необхідний флот для виконання робіт у конкретному порту.
У 2018 році Адміністрація морських портів України забезпечила проведення днопоглиблювальних робіт у 6 портах та на 4 каналах. Завершено два важливих етапи капітального днопоглиблення у портах Чорноморськ та Південний, здійснюється підтримання глибин у портах Маріуполь та Бердянськ на Азовському морі, а також у Херсоні та Ізмаїлі на Чорному морі. Зокрема, вперше за останні 20 років було проведено реконструкцію підхідного каналу порту Чорноморськ, а власний флот АМПУ збільшив обсяги робіт у 3,5 рази у порівнянні з 2016 роком. Обсяг експлуатаційного днопоглиблення, виконаний у 2018 році власним технічним флотом філії «Дельта-лоцман» ДП «АМПУ», склав 1,341 млн куб. м, що майже удвічі перевищило аналогічний показник за 2017 рік.
На початку 2019 року було оголошено про старт програми з масштабного ремонту днопоглиблювального флоту, зокрема і флоту, отриманого від ДП «Укрводшлях».
На початку лютого 2019 року у порту Ізмаїл було завершено найбільший проект з експлуатаційного днопоглиблення, реалізований вперше за останні 11 років.
У червні 2019 року АМПУ та China Harbour Engineering Co. Ltd. (CHEC) завершили співробітництво в рамках реалізації проекту з капітального днопоглиблення операційної акваторії 1-го ковша Сухого лиману та підхідного каналу порту Чорноморськ. Менш, ніж за 11 місяців загальний обсяг виконаних днопоглиблювальних робіт перевищив 1,5 млн куб. м.
Ключовими проектами з експлуатаційного днопоглиблення у 2019—2020 рр. стали роботи з відновлення паспортних глибин в портах Маріуполь та Бердянськ на Азовському морі. Договір на проведення експлуатаційного днопоглиблення в порту Маріуполь з підрядником-переможцем відкритих торгів у системі ProZorro АМПУ підписала 26 квітня 2019 року. Роботи стартували на початку липня, а вже з 03 серпня 2019 року прохідну осадку по каналу Вугільної гавані порту Маріуполь було збільшено з 7,7 до 7,8 м, з 08 жовтня 2019 року — до 7,9 м, з 07 листопада 2019 року — до 8 м. Договір на проведення робіт з експлуатаційного днопоглиблення у порту Бердянськ було підписано 24 травня 2019 року, роботи стартували у серпні, а з 29 січня 2020 року Бердянський морський порт збільшив прохідну осадку для суден на підхідному каналі та в акваторії на 10 см — до 7,8 м. З 02 червня 2020 року вперше з 2016 року прохідна осадка у порту Бердянськ відновлена на рівні 7,9 м. Також у азовських портах з метою підтримки паспортних глибин постійно працює власний землесос філії «Дельта-лоцман» ДП «АМПУ» — «Меотида».
У 2019 році вперше за 6 років силами власного флоту філії «Днопоглиблювальний флот» ДП «АМПУ» та за допомогою підрядників було виконано масштабні роботи з відновлення глибин на внутрішніх водних шляхах України, зокрема на р. Дніпро та водосховищах Дніпровського каскаду. Загалом протягом року здійснено: днопоглиблення обсягом близько 800 тис. куб. м, тральні та дноочисні роботи загальною площею 227 км² та довжиною 2733 км, промірні роботи на 43,4 погонних км водних шляхів. Навесні 2020 року філія ДП «АМПУ» «Днопоглиблювальний флот» у квітні — травні 2020 року провела комплекс тральних та дноочисних робіт на внутрішніх водних шляхах. Суцільне тралення було проведено на всій довжині річки Дніпро від порту Херсон до селища Любеч Чернігівської області (до кордону з Республікою Білорусь); на всій українській ділянці Прип'яті та на судноплавних ділянках Південного Бугу.
У І кварталі 2020 року обсяги днопоглиблювальних робіт, виконаних власним флотом Адміністрації морських портів України, перевищили 700 тис. кубічних метрів ґрунту, а загалом обсяг експлуатаційного днопоглиблення морських портів та каналів, виконаного власним флотом Адміністрації морських портів України та підрядними організаціями на замовлення АМПУ, станом на 31 березня 2020 року перевищив 2 млн кубічних метрів ґрунту.
На початку 2020 року Філія «Днопоглиблювальний флот» ДП «Адміністрація морських портів України» уклала договір на проведення днопоглиблювальних робіт для забезпечення гарантованих габаритів суднового ходу на українській ділянці річки Прип'ять протяжністю 64,5 км. Усі роботи проводитимуться з обов'язковим дотриманням вимог екологічної безпеки.
АМПУ є власником єдиного в Україні криголаму «Капітан Бєлоусов», який щорічно під час зимової навігації забезпечує прохід караванів суден каналом Вугільної гавані морського порту Маріуполь й Азовського моря.
У квітні 2019 року силами Одеської та Іллічівськоі філій ДП «АМПУ» була здійснена унікальна аварійно-рятувальна операція з переміщення аварійного катера «Параллель» з мілини одеського міського пляжу «Дельфін» на спеціально відведений безпечний майданчик у порту Чорноморськ. Операція тривала дві доби з залученням водолазів та найпотужнішого в Україні плавкрану «Богатир».

### Розвиток портової інфраструктури
У грудні 2018 року Адміністрація морських портів України та Порт Антверпен Інтернешнл/APEC підписали меморандум про взаєморозуміння. Документ передбачає розширення співробітництва між АМПУ та одним з найбільших портів Європи, здійснення детального аналізу сильних та слабких сторін українських морських портів та подальшу взаємодію задля залучення інвестицій у їх розвиток.
У березні 2019 року АМПУ та «Дельта Вілмар СНД» домовилися про створення нової акваторії, будівництво причалу та нових потужностей з переробки та перевалки аграрних вантажів у порту Південний. Наприкінці того ж місяця був презентований інвестиційний проект зі створення терміналу скрапленого природного газу (СПГ) у порту Рені Проект передбачає [Архівовано 25 січня 2021 у Wayback Machine.] будівництво СПГ-терміналу та плавпричалу для бункерування суден на території т. зв. «Бази технічного обслуговування» морського порту Рені. Розташування у спеціальній економічній зоні «Рені», близькість міжнародної траси Одеса-Бухарест разом з можливістю ефективного використання існуючих активів та суміжної інфраструктури робить проект СПГ-терміналу перспективним та вигідним як для держави, так і для потенційного приватного інвестора. Серед переваг проекту для приватного інвестора зазначається також  можливість отримання міжнародних та європейських грантів, участь у міжнародних програмах з будівництва СПГ-терміналів задля зниження екологічного навантаження на навколишнє середовище, а також включення дунайських портів України до Європейської транспортної мережі (TEN-T).
У квітні 2019 року ДП «Адміністрація морських портів України» та Мінінфраструктури спільно з Фондом державного майна розробили низку проєктів розвитку приватного бізнесу у порту Скадовськ.
18 квітня 2019 року АМПУ відкрила морський вокзал в Ізмаїлі після реконструкції, виконаної вперше за 45 років. Навесні 2020 року було також завершено перший такого класу за 40 років ремонт понтонів на морвокзалі та реконструкцію набережної у Ізмаїлі.
5 вересня 2019 року АМПУ та компанія Кернел підписали договір про взаємодію, який передбачає інвестиції у розвиток інфраструктури порту Чорноморськ у розмірі понад 3 млрд грн. До кінця 2020 року у порту планується провести днопоглиблення біля чотирьох причалів та побудувати новий зерновий термінал, який забезпечить збільшення перевалки до 6 млн тонн. Обсяг інвестицій з боку АМПУ складе майже 230 млн грн, а вартість будівництва терміналу Кернел — майже 3 млрд грн.
29 жовтня 2019 року в Маріуполі в рамках Першого інвестиційного форуму RE: THINK [Архівовано 22 жовтня 2019 у Wayback Machine.] за участю Президента України, ДП «Адміністрація морських портів України», ДП «Маріупольський морський торговельний порт», ТОВ «Кофко Агрі Ресорсіз Україна» (COFCO Group) та ТОВ «СТТ» підписали меморандум про об'єднання зусиль АМПУ, держстивідора та приватних компаній для реалізації проекту з розвитку причальної інфраструктури порту, будівництва зернового терміналу та створення єдиного перевантажувального комплексу харчових та наливних продовольчих вантажів в морському порту Маріуполь.
Адміністрація морських портів України (АМПУ) планує почати розробку нового техніко-економічного обґрунтування проекту створення глибоководного суднового ходу (ГСХ) Дунай — Чорне море. В разі реалізації проєкту, порти Рені та Ізмаїл отримають нові можливості для зростання вантажопотоку.

### Реформа АМПУ та інші ініціативи підприємства
31 травня 2018 року в Одесі відбувся перший Ukrainian Ports Forum, організований АМПУ спільно з Центром транспортних стратегій. Форум [Архівовано 26 вересня 2020 у Wayback Machine.] позиціонується як головна подія портової галузі України. У 2018-му його учасниками стали майже 400 менеджерів кількасот транспортних компаній, організацій та асоціацій з 23 країн світу. В рамках Ukrainian Ports Forum-2018 Міністерство інфраструктури України презентувало Національну транспортну стратегію розвитку до 2030 року, а АМПУ — Стратегію розвитку портів України до 2038 року. Також було презентовано чимало інвестиційних проектів та проведено низку тематичних конференцій. У 2019 році Ukrainian Ports Forum став регулярним і тривав 2 дні — 30-31 травня. У 2019-му форум став ще масштабнішим — інтерес до нього проявили понад 300 компаній, делегувавши 670 представників, серед яких було 175 іноземців з 35 країн світу. Ключовими темами Ukrainian Ports Forum-2019 стали питання концесії, днопоглиблення, будівництва терміналів, а також проблематика портів Азовського моря.
У травні 2018 року за ініціативи Адміністрації морських портів України з метою відображення інфраструктурних проектів української портової галузі та залучення потенційних інвесторів у об'єкти портової інфраструктури почав роботу Інвестиційний портал АМПУ [Архівовано 12 травня 2020 у Wayback Machine.].
12 грудня 2018 року Кабінет міністрів України погодив можливість корпоратизації АМПУ.
22 грудня того ж року Міністерство інфраструктури України затвердило Політику власності державного підприємства «Адміністрація морських портів України», яка визначає мету діяльності підприємства, принципи та механізми управління компанією, а також окреслює очікувані результати її діяльності в середньостроковій перспективі. АМПУ стала одним із перших українських держпідприємств, яке отримало політику власності.
23 квітня 2019 року розпочала свою роботу Наглядова рада ДП «Адміністрація морських портів України»
АМПУ одним з перших державних підприємств завершило перехід на міжнародні стандарти фінансової звітності (МСФЗ). ТОВ «Бейкер Тіллі Україна», що є незалежним членом міжнародної мережі Baker Tilly International, закінчено аудиторську перевірку та складено звіт незалежного аудитора щодо попередньої фінансової звітності АМПУ за 2018, складеної за МСФЗ.
Наприкінці травня 2019 року Адміністрація Ізмаїльського морського порту організувала і провела перший міжнародний форум «Розвиток туризму в українських Дунайських портах — шлях до економічного зростання регіону».
У липні 2019 року АМПУ спрямувала в Офіс Президента України пакет ініціатив з розвитку морської галузі. Документ містить перелік рішень (законів, нормативних актів тощо) — як невідкладних, так і стратегічних, — які мають прийняти Верховна Рада та Кабінет Міністрів задля вирішення проблемних питань, що перешкоджають розвитку портової галузі України.
У серпні 2019 року АМПУ та онлайн-платформа морських перевезень ShipNEXT [Архівовано 10 серпня 2020 у Wayback Machine.] домовилися про співпрацю над створенням єдиної системи цифрового обміну даними, яка дозволить у режимі онлайн розраховувати час підходу суден до порту.
Наприкінці листопада 2019 року АМПУ поширила інформацію про підготовку вимоги до Уряду Російської Федерації про виплату компенсації збитків, понесених внаслідок тимчасової окупації території автономної республіки Крим. Вартість державного майна, яке було закріплене за філіями АМПУ та незаконно привласнене самопроголошеною владою Криму, складає понад 1,24 млрд грн.
Наприкінці січня 2020 року, задовго до оголошення загальнонаціонального карантину в Україні, з метою недопущення завезення через державний кордон у морських портах і поширення на території України випадків захворювань, спричинених новим коронавірусом 2019-nCoV філіями ДП «АМПУ» спільно з іншими державними органами запроваджено комплекс посиленого епідеміологічного нагляду та профілактичних заходів. У квітні 2020 року шість українських портів долучились до ініціативи Міжнародної асоціації портів та гаваней (IAPH) під назвою «Барометр економічних наслідків поширення COVID-19 для портової галузі». Загалом в опитуванні беруть участь близько 100 портів Європи, Північної та Південно-Східної Азії та Австралії. Від України участь в щотижневому опитуванні беруть Одеська, Південна, Чорноморська, Миколаївська, Маріупольська та Ізмаїльська філії ДП «АМПУ».
Система екологічного менеджменту державного підприємства «Адміністрація морських портів України» пройшла сертифікацію на відповідність міжнародному стандарту ISO 14001:2015 та національному стандарту України ДСТУ ISO 14001:2015". Аудит було проведено як в апараті управління АМПУ, так і у філіях підприємства.
АМПУ бере участь в проекті Дунайської транснаціональної програми «Integrating the Danube waterway into smart and sustainable multi-modal & intermodal transport chains of cargo and passengers» (скорочено — DIONYSUS) з інтеграції українських портів на Дунаї в транспортну систему ЄС.
У рамках програми «Ukrainian Ports are Going Green» АМПУ розглядає можливість створення інноваційної системи моніторингу, яка дозволить контролювати стан акваторії портів в режимі он-лайн та нівелювати вплив людського фактору на процес виявлення забруднень. Пілотним проектом у цій програмі може стати порт Чорноморськ.

### Пілотні концесійні проекти
Наприкінці 2018 року Міністерство економічного розвитку і торгівлі України погодило висновки по ТЕО пілотних проектів концесії в портах Ольвія та Херсон. Це рішення стало відправною точкою для підготовки до проведення відкритих концесійних конкурсів. 14 серпня 2019 року Уряд ухвалив рішення про концесійні конкурси цілісних майнових комплексів в портах «Ольвія» та «Херсон», а 12 вересня Міністерство інфраструктури України оголосило про проведення концесійних конкурсів із передання в концесію майна держпідприємств "Стивідорна компанія «Ольвія» та «Херсонський морський торговельний порт» і відповідного майна держпідприємства «Адміністрація морських портів України» (АМПУ). 01 жовтня в Одесі відбулась презентація цих пілотних концесійних проєктів. Захід викликав великий інтерес серед 46 компаній — потенційних учасників конкурсу з 11 країн (Україна, Туреччина, Бельгія, Нідерланди, Сінгапур, Велика Британія, Данія, США, Катар, Грузія, Німеччина).
Реалізація проєкту у морському порту Херсон передбачає передання концесіонеру на строк 30 років цілісного майнового комплексу, що забезпечує комплексне надання послуг в порту та включає майно ДП «ХМТП», майно ДП «АМПУ», а також об'єкти, спеціально збудовані відповідно до умов концесійного договору.
Переможцем концесійного конкурсу в морському порту Херсон стала компанія «Рисоіл-Херсон» — консорціум у складі ТОВ «Петро Ойл енд Кемикалс» — 60 % (входить до групи компаній Georgian Industrial Group, GIG) і українського портового оператора АТ RISOIL S.A. (Швейцарія) — 40 %), що дозволить:
- залучити близько 300,0 млн грн. прямих інвестицій у розвиток морського порту Херсон;
- отримувати державі не менше 12,0 млн грн. щорічних концесійних платежів;
- залучити 18,0 млн грн на розвиток місцевої інфраструктури м. Херсон.

26 червня 2020 року, у присутності Президента України Володимира Зеленського Міністерство інфраструктури України в особі державного секретаря Володимира Бучка, ДП «Адміністрація морських портів України» в особі в.о. голови Олександра Голодницького, ТОВ «Проєктна компанія Рисоіл-Херсон» в особі директора Владислава Талаха та ТОВ «Рисоіл-Херсон» в особі директора Шота Хаджишвілі підписали договір про передачу в концесію Херсонського морського торговельного порту.
Реалізація проєкту у спеціалізованому морському порту «Ольвія» передбачає передачу концесіонеру на строк 35 років цілісного майнового комплексу, що забезпечує комплексне надання послуг в порту та включає майно ДП "Стивідорна компанія «Ольвія», майно ДП «АМПУ», а також об'єкти, спеціально збудовані відповідно до умов концесійного договору.
Переможцем концесійного конкурсу в морському порту Ольвія стала компанія QTerminals — провідний портовий оператор Держави Катар, що дозволить:
• залучити 3,4 млрд грн. прямих іноземних інвестицій у розвиток морського порту Ольвія;
• отримувати державі не менше 82,0 млн грн. щорічних концесійних платежів;
• залучити 80,0 млн грн. на розвиток інфраструктури м. Миколаїв.

## Фінансові показники
За період з січня по червень 2021 року, Адміністрація морських портів отримала прибуток у розмірі 944 мільйони гривень.

## Членство та співробітництво

#### Бізнес-асоціації та об'єднання

##### Членство у національних бізнес-асоціаціях та об'єднаннях
- Український національний комітет Міжнародної торгівельної палати
- Асоціація портів України (Укрпорт)
- Федерація роботодавців транспорту України (ФРТУ)

##### Партнерство із бізнес-асоціаціями та об'єднаннями
- Американська торговельна палата в Україні
- Європейська бізнес-асоціація
- Морська Палата України
- Асоціація судновласників України
- Асоціація контейнерних ліній України
- Професійна спілка робітників морського транспорту
- Асоціація морських агентств України (АМАУ) тощо.

### Міжнародне співробітництво

#### Співробітництво АМПУ з міжнародними галузевими організаціями
- Філія «Дельта-лоцман» державного підприємства «Адміністрація морських портів України» є членом Європейської асоціації морських лоцманів (ЕМРА) від України з 2007 року (до 2013 року — ДП «Дельта-лоцман»)[67].
- З 2008 року Одеський порт став членом Міжнародної круїзної асоціації «Медкруїз» (Association of Mediterranean Cruise Ports — Medcruise) — найбільшої в світі асоціації, яка об'єднує круїзні порти Середземного і сусідніх з ним морів, а також компанії, що формують політику на круїзному ринку. У 2016 році Форум та засідання Генасамблеї Medcruise відбулись в Одесі[68].
- 30 травня 2018 року Адміністрація морських портів України приєдналася до Європейської організації морських портів (ESPO) в якості спостерігача. Таке рішення було прийнято Генеральною Асамблеєю ESPO в Роттердамі.[69]
- У 2019 році ДП «АМПУ» приєдналося до Європейської федерації внутрішніх портів (EFIP) в якості члена-спостерігача[70].
- На початку 2020 року Державне підприємство «Адміністрація морських портів України» стало асоційованим членом Міжнародної асоціації портів та гаваней International Association of Ports and Harbors[en] (IAPH)[71].

#### Співпраця з міжнародними фінансовими організаціями
ДП «Адміністрація морських портів України» активно співпрацює з міжнародними фінансовими організаціями та фондами в рамках реалізації проектів розвитку та трансформації вітчизняних портів та портової інфраструктури.

##### Співпраця з Європейським банком реконструкції і розвитку (ЄБРР) та Міжнародною фінансовою корпорацією (МФК)
ДП «АМПУ» бере активну участь пілотних портах Ольвія та Херсон, виступає учасником концесійних договорів на стороні Міністерства інфраструктури та забезпечуватиме своєчасне проведення днопоглиблювальних робіт, безпечне функціонування причалів, виконання концесіонером інвестиційних, соціальних та технічних зобов'язань.
Співпраця з Міжнародною фінансовою корпорацією (МФК, IFC) відбувається на основі підписаного у листопаді 2017 року Меморандуму про взаєморозуміння між Міністерством інфраструктури України і Міжнародною фінансовою корпорацією.
Співпраця з Європейським банком реконструкції і розвитку (ЄБРР, EBRD) здійснюється в рамках угоди про фінансування розробки техніко-економічного обґрунтування (ТЕО) проектів концесії ДП "Стивідорна компанія «Ольвія» і ДП «Херсонський морський торговельний порт». Документ підписано підписано 27 листопада 2017 року у м. Лондон між ДП «Адміністрація морських портів України» та Європейським банком реконструкції і розвитку в присутності Міністра інфраструктури України Володимира Омеляна.
Фінансування створення пре-ТЕО портів здійснюється в рамках проекту технічної допомоги Європейського Союзу «Підтримка імплементації Угоди про асоціацію та Національної транспортної стратегії», який стартував з січня 2016 року.

##### Співпраця з Світовим Банком та Державно-приватною дорадчою інфраструктурною програмою (PPIAF)
ДП «АМПУ», яке координує реалізацію Стратегії розвитку морських портів України на період до 2038 року, має намір забезпечити впровадження моделі управління порт-лендлорд. Це сприятимекомплексному плануванню та розвитку портів, покращить умови для залучення приватних інвестицій та дозволить посилити позиції України як країни-експортера на світовому ринку.
31 травня 2018 офіційно розпочалася співпраця ДП «АМПУ» та PPIAF. Спільний проєкт покликаний сприяти збільшенню приватних інвестицій в портовий сектор, в тому числішляхом підвищення ефективності управління земельними відносинами в портах за моделлю «порт-лендлорд». Світовий банк надав технічну підтримку діяльності Фонду, який входить в групу Світового Банку.
13 грудня 2019 року Світовий банк презентував «Вдосконалення управління портовою галуззю України». Протягом 1,5 року консультанти Банку на запит Мінінфраструктури та за активної участі фахівців ДП «АМПУ» вивчали питання управління, землекористування та взаємодії між бізнесом, адміністраціями портів та місцевою владою. У підсумку Світовий банк прийшов до висновку, що перехід до моделі управління «порт-лендлорд» може стати суттєвим стримуючим фактором при подальшій реалізації проєктів державно-приватного партнерства та залучення інвестицій для модернізації портової інфраструктури України.

### Співпраця в сфері морської безпеки
Між АМПУ та Міжнародною програмою з безпеки портів Берегової охорони США (IPS) [Архівовано 24 жовтня 2020 у Wayback Machine.], при безпосередньому сприянні Програми експортного контролю та безпеки кордонів (ExBS) Уряду США і Посольства США в Україні [Архівовано 20 жовтня 2020 у Wayback Machine.], налагоджено постійний діалог в рамках регулярних дискусій з нарощування потенціалу українських портів в питаннях поліпшення заходів морської безпеки і охорони.
Навесні 2019 року АМПУ підтвердила відповідність міжнародним вимогам з морської безпеки майже 100 % портових засобів.